# Absolutismus

Inszenierung des absoluten Herrschers im Staatsporträt Ludwigs XIV. von Hyacinthe Rigaud (um 1700). Die selbstbewusste Pose des mit allen Insignien seiner Macht dargestellten französischen Königs versinnbildlicht seinen durch göttlichen Auftrag legitimierten Herrschaftsanspruch. Bei Abwesenheit des Königs ersetzte es ihn als Referenzpunkte der höfischen Etikette im Thronsaal. Das Ölgemälde wurde zum Vorbild für Porträts absolutistischer Herrscher in ganz Europa.

Mit Absolutismus (auch absolute Monarchie genannt; lateinisch absolutus, „losgelöst“, im Sinne von legibus absolutus = „von den Gesetzen losgelöst“) wird eine Herrschaftsform in Monarchien bezeichnet, die von der Regierung eines aus eigener Machtvollkommenheit handelnden Herrschers oder ohne wesentliche politische Mitentscheidung ständischer oder demokratischer Institutionen bestimmt ist (Alleinherrschaft).
Systematisch dargestellt und auch gerechtfertigt wurde diese Regierungsform im 16. und 17. Jahrhundert unter anderem von Jean Bodin (1529–1569) und Thomas Hobbes (1588–1679).
Absolutismus bezeichnet zugleich auch eine von dieser Regierungsform geprägte frühneuzeitliche Epoche europäischer Geschichte zwischen den Religionskriegen des 16. und frühen 17. Jahrhunderts und den Revolutionen des späten 18. Jahrhunderts. Seit dem Ende des 20. Jahrhunderts wird der Begriff als Beschreibung eines Zeitalters in Frage gestellt, weil neben absolutistischen Fürstentümern auch Republiken wie die Niederlande oder konstitutionelle Monarchien wie England eine Blütezeit erlebten. Daher spricht man in der Geschichtswissenschaft traditionell von einem Zeitalter des Absolutismus, mitunter stattdessen auch vom Zeitalter des Barocks.
Heute gibt es kaum noch Staaten mit absolutistischer Herrschaft, von vereinzelten Beispielen wie Saudi-Arabien und dem Vatikanstaat abgesehen, wo die Herrschaft aus religiösen Prinzipien abgeleitet wird.

## Entstehung und Entwicklung
Zeitlich gesehen entstand der Absolutismus im Übergang vom späten Mittelalter zur Frühen Neuzeit. Die mittelalterliche und frühneuzeitliche Gesellschaft Europas gliederte sich in mehrere Stände. Die privilegierten Stände in den bis dahin bestehenden Ständeordnungen hatten politische Mitspracherechte und Befugnisse. Ausgehend von ähnlichen Ausgangssituationen (die institutionell allerdings sehr unterschiedlich waren) entwickelten sich in Europa sehr verschiedene Ausprägungen des Absolutismus. Den europäischen Staaten war gemeinsam, dass sie alle Herrschaftsgewalt vom obersten Herrscher ableiteten. In der feudalen und ständischen Ordnung des Mittelalters aber waren die Hoheitsfunktionen noch auf die verschieden bevorrechtigten Träger, Adel, Klerus und Städte, verteilt. Seit dem 15. Jahrhundert gelang es den Herrschern aber zunehmend, Hoheitsfunktionen wie z. B. Rechtsprechung oder Verwaltung zu monopolisieren. Vor allem im westlichen, mittleren und nördlichen Europa (z. B. in Spanien, Frankreich, Schweden und Brandenburg-Preußen) war der Absolutismus eine wesentliche Triebkraft für die Herausbildung moderner, europäischer Staatswesen zwischen dem 15. und dem 17. Jahrhundert. Besonders deutlich bildeten sich die Strukturen des absolutistischen Staates in Frankreich heraus.

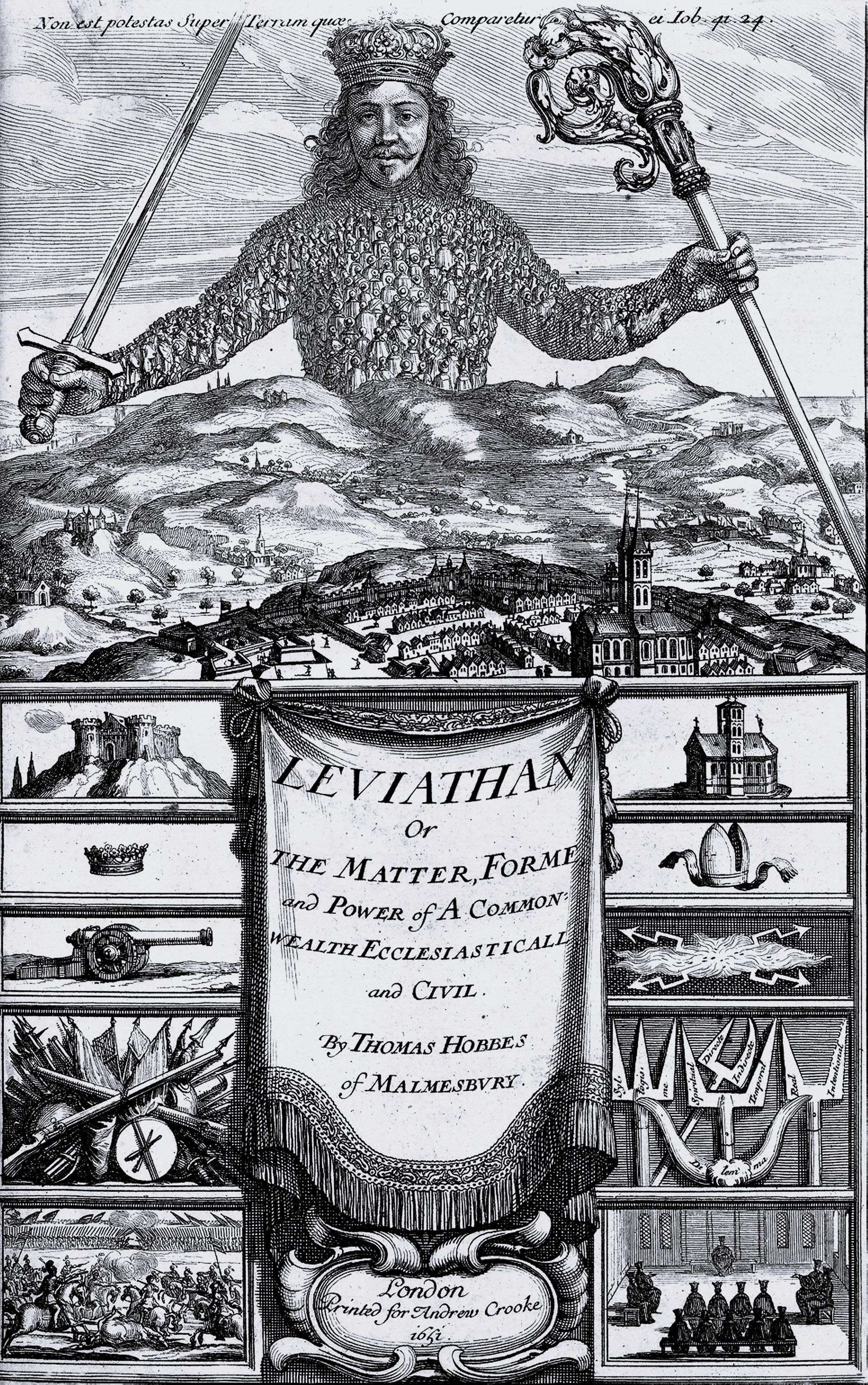
Das Titelblatt von Hobbes’ Leviathan zeigt den Souverän, der über Land, Städte und deren Bewohner herrscht. Sein Körper besteht aus den Menschen, die in den Gesellschaftsvertrag eingewilligt haben. Schwert und Hirtenstab in seinen Händen symbolisieren die Vereinigung weltlicher und geistlicher Macht. Überschrieben ist die Abbildung durch ein Zitat aus dem Buch Hiob: „Keine Macht auf Erden ist mit der seinen vergleichbar“.

Während sich die Herrscher traditionell darauf beriefen, ihre Macht von Gottes Gnaden erhalten zu haben, wurde der ursprüngliche Absolutismus bereits von dem französischen Staatsdenker Jean Bodin als Antwort auf die Schriften der Monarchomachen theoretisch begründet. Hintergrund waren die französischen Religionskriege, zu deren Beendigung ein Souverän mit unumschränkter Macht erforderlich schien, der dem Land Frieden und Sicherheit bringen konnte. Ähnliches lässt sich rund hundert Jahre später für den Staatstheoretiker Thomas Hobbes sagen, dessen Werk Leviathan von 1651 eine Reaktion auf den Englischen Bürgerkrieg darstellte. Der Historiker Eike Wolgast bezeichnet die Errichtung absolutistischer Staatswesen daher als „‚Notstandsdiktatur‘ zur Überwindung der konfessionellen Bürgerkriege“.
Bodin definierte maiestas (Souveränität) als summa in cives ac subditos legibusque soluta potestas („höchste und von den Gesetzen losgelöste Macht über Bürger und Untertanen“). Der Staat – repräsentiert durch den Monarchen – habe die Aufgabe, die gemeinsamen Belange mehrerer Haushalte in rechte Bahnen zu lenken und somit deren souveräne Gewalt auszuüben, das heißt, der Staat stellt eine absolute, unteilbare und immerwährende Macht dar. Weiterhin führte er in seiner Schrift Sechs Bücher über den Staat den Allmachtsanspruch des Souveräns aus, auf deren Grundlage die späteren absolutistischen Herrschaftssysteme aufgebaut waren. Bodin sprach den absolutistischen Herrschern jedoch nicht ein Recht auf fürstliche Willkür zu, sondern forderte in seinen Werken vielmehr die Achtung der Naturrechte, der göttlichen Gebote sowie den Schutz von Familie und Eigentum. Der Anspruch, der Monarch solle lateinisch legibus solutus, „von den Gesetzen befreit“ sein, geht auf Formulierungen bei der Konstitution des römischen Prinzipats unter Kaiser Augustus zurück. Der Prinzipat war aber, anders als der 300 Jahre später von Kaiser Diokletian durchgesetzte Dominat keine absolutistische Herrschaftsordnung.
Thomas Hobbes geht in seinem Leviathan von der Fiktion eines Naturzustands aus, der durch völlige Freiheit des Einzelnen und Kriege der Menschen untereinander geprägt gewesen sei. Um Frieden nach außen und Sicherheit im Inneren zu erlangen, hätten sie einen Vertrag miteinander geschlossen und einen Souverän eingesetzt, dem sie all ihre individuell-freiheitlichen Rechte abgetreten hätten. Von da an sei dieser Souverän die Quelle sämtlichen Rechts, selber aber an keinen Vertrag gebunden. Der Souverän kann auch ein Monarch sein, Hobbes wurde mit seinem Leviathan zum geistigen Begründer der neuzeitlichen Staatsphilosophie. Die politischen Begründungen für den praktischen Absolutismus in Frankreich stützten sich allerdings nicht auf ihn, sondern auf göttliches Recht, das der Idee königlicher Souveränität die letzte Überhöhung verlieh.
In Deutschland entwickelte die Naturrechtslehre Samuel von Pufendorfs und Christian Wolffs einen anderen Weg zur Herrschaftslegitimation. Sie gingen von einem doppelten Herrschaftsvertrag aus: Der erste war ein Gesellschaftsvertrag, der den Staat als solchen entstehen ließ. Der zweite war dann der Herrschaftsübertragungsvertrag mit dem künftigen Herrscher. Dies ermöglichte sowohl die Übertragung absoluter Machtfülle als auch die Vereinbarung von Grundgesetzen, die die Macht beschränkten oder von der Zustimmung anderer Institutionen abhängig machten. Damit konnte der Herrscher auf die Erfüllung vorrangiger Staatsziele der inneren und äußeren Sicherheit und der gesellschaftlichen Wohlfahrt verpflichtet werden. Bei völliger Perversion der Staatszwecke oder schwerer Verletzung dieser Grundgesetze war so auch ein Widerstandsrecht gegen den Herrscher ermöglicht.

## Typisierungversuche: Kennzeichen des Absolutismus
Absolutismus unterscheidet sich von anderen autokratischen Herrschaftsformen durch die dynastische Legitimation. Als Kennzeichen für den Absolutismus wird der Verstaatlichungsprozess angesehen: Statt des komplexen Netzes sich teils überlagernder persönlicher Rechtsbeziehungen, wie es den mittelalterlichen Personenverbandsstaat gekennzeichnet hatte, setzte sich nun das moderne Staatsverständnis durch, das ein zusammenhängendes Staatsgebiet mit linearen Grenzen impliziert, ein Staatsvolk mit gleichen Rechten und Pflichten, eine monopolisierte, legitime Staatsgewalt nach innen und uneingeschränkte Souveränität nach außen. Als Kennzeichen einer absoluten Monarchie nennt der Politikwissenschaftler Uwe Backes, dass „die monarchische Exekutive Normen setzen und anwenden kann, ohne auf die Mitwirkung eines anderen Verfassungsorgans mit eigenen Machtbefugnissen angewiesen zu sein“.
Obwohl der Absolutismus nirgendwo in Reinform existierte, lässt sich seine Manifestation idealtypisch unter anderem in der Aufstellung stehender Heere, dem Aufbau eines allein vom Herrscher abhängigen Beamtenapparats, der Einbindung der Kirche in das Staatswesen und einem merkantilistischen Wirtschaftssystem erkennen. Darüber hinaus hätte ein Wandel im Selbstverständnis des barocken Fürsten zu einer Intensivierung des höfischen Lebens stattgefunden, das seine Hochblüte am Versailler Hof Ludwigs XIV. fand.
Der absolute Monarch beanspruchte zwar die unbeschränkte und ungeteilte Staatsgewalt ohne Mitwirkung von Ständen oder Parlament; Theoretiker der absoluten Monarchie wie Thomas Hobbes oder Jean Bodin betonten aber auch Beschränkungen der Herrschaft, etwa dass der Monarch in seinem Handeln an die Gebote der Religion, an das Naturrecht und gegebenenfalls auch an die Staatsgrundgesetze zu halten hat. Jedoch sollte der Monarch keinen positiven Gesetzen unterworfen sein.
In der zumeist als „aufgeklärter Absolutismus“ bezeichneten Spätphase „absolutistischer Herrschaft“ hätte sich der Fürst als „erster Diener des Staates“ verstanden und eine am Gemeinwohl orientierte Reformpolitik verfolgt, die sich unter anderem in religiöser Toleranz, Reformen des Erziehungs- und Schulwesens und Maßnahmen zur Verbesserung der Rechtspflege widerspiegelte.
Immer noch landläufig wird der „Absolutismus“ als weit verbreitete Herrschaftsform in Europa beschrieben, die im Zeitalter des Barocks zur höchsten Blüte gelangte. Diese Form der Typisierung begann mit dem Historiker Wilhelm Roscher, der im 19. Jahrhundert erstmals den Versuch unternahm, das „absolutistische Zeitalter“ zu periodisieren und der aufgeklärten Epoche eine gesonderte historische Stellung zuzuweisen. Er stellte die These einer Stufenfolge, die mit konfessionellem Absolutismus beginnt, in einen höfischen Absolutismus übergeht und schließlich im aufgeklärten Absolutismus mündet. Das Musterbeispiel für den „höfischen Absolutismus“ ist die Herrschaft des französischen Königs Ludwig XIV. Später habe sich aus dem reinen „Absolutismus“ der so genannte „aufgeklärte Absolutismus“ entwickelt, in dem das allgemeine Wohlergehen zum Primärziel des ansonsten absolut regierenden Monarchen wurde: Der König habe sich selbst als der erste Diener seines Staates (Selbstbeschreibung Friedrich II. von Preußen) verstanden.
Neben dieser traditionellen Epocheneinteilung wurde seit dem 19. Jahrhundert das Roschersche Modell zunehmend auf Teilgebiete der Geschichte der Frühen Neuzeit bezogen. So sprach man vom praktischen, bürokratischen, germanischen und dem romanischen „Absolutismus“, ohne den Begriff zu hinterfragen beziehungsweise die komplexen Unterschiede aufzuzeigen.
Während der Begriff Zeitalter des Absolutismus als Epochenbezeichnung für die Phase europäischer Geschichte vom Westfälischen Frieden (1648) bis zum Ausbruch der Französischen Revolution (1789) lange Zeit unumstritten war, hat man am Ende des 20. Jahrhunderts die Vorstellung von einer unumschränkten Machtausübung des „absoluten Herrschers“ unter Ausschaltung aller der Zentralisierung entgegenstehenden Kräfte vielfach relativiert und zunehmend nach dem „Nichtabsolutistischen im Absolutismus“ (Gerhard Oestreich) gefragt. Als Gegenströmung zum „Zeitalter des Absolutismus“ gilt die Epoche der Aufklärung.
Inzwischen wird sogar vom „Mythos Absolutismus“ gesprochen. Der britische Historiker Nicholas Henshall glaubt, dass auch im Frankreich eines Ludwigs XIV. ohne Klientelwirtschaft und traditionelle Eliten und ohne dezentrale regionale und lokale Strukturen politische Macht niemals durchsetzbar gewesen wäre. Gleichzeitig wird der „Sonderweg“ Englands – in Abgrenzung zum sonstigen „absolutistischen“ Europa – in Frage gestellt. Henshall schreibt:

„Frankreich unter Ludwig XIV. war nicht zentralisiert, es stand nicht unter direkter staatlicher Kontrolle, und seine Gesetze waren nicht vereinheitlicht. Harmonie wurde hergestellt durch Konsens, nicht durch Zwang.“

„Absolutismus“ sei nur eine „eindrucksvolle Ausrede für schlampiges Denken“, weshalb der Begriff wahrscheinlich weiterhin beliebt bleiben werde. Demgegenüber monieren einige Wissenschaftler einen Geschichtsrevisionismus, mit einer verbreiten „Neigung zur fast vollständigen Demontage des früheren Absolutismus-Bildes“
Nach Dagmar Freist geht es in dieser Forschungskontroverse um die Gegenüberstellung der absolutistischen Herrschaftsform, die sich im Selbstverständnis des Königs, in seiner Gesetzgebung und in der zeitgenössischen politischen Theorie findet, mit der konkreten Herrschaftspraxis, in der die intermediären Gewalten und Kompromisse zwischen Zentrum und Peripherie von großer Bedeutung waren. Ronald G. Asch dagegen glaubt, dass der Absolutismus zwar häufig eher ein Diskursphänomen als eine Realität war: In panegyrischen Reden, Predigten und künstlerischen Darstellungen sei die Macht des jeweiligen Herrschers oft übertrieben dargestellt worden. Solche Darstellungen und die theaterhafte Aufführung im Hofzeremoniell dürften jedoch nicht als bloße Rhetorik abgetan werden, da sie die königliche Macht nicht nur darstellten, sondern geradezu erschufen und alle Kritik daran zum Schweigen brachten.

### Konfessioneller Absolutismus
König Philipp II. (Spanien), der von 1555/56 bis zu seinem Tod 1598 Spanien, die Spanischen Niederlande, die habsburgischen Territorien in Italien und das spanische Kolonialreich regierte, gilt als Vertreter eines konfessionellen Absolutismus. Kennzeichnend für diese, auch als Frühabsolutismus bezeichnete Form soll die Vereinheitlichung des Glaubens der Untertanen nach dem Grundsatz Cuius regio, eius religio gewesen sein. Im Zuge der Gegenreformation unterdrückte er alle politischen Freiheiten und unterwarf die Stände. Philipp II. regierte straff seine Territorien mittels einer von Nichtadligen getragenen neuen Schicht von Bürokraten. Gegen echte oder vermeintliche Rebellen oder Verräter ging er mit großer Brutalität vor. In seiner Selbstdarstellung war er dagegen bescheiden und ließ sich statt mit „Majestät“ nur mit spanisch Señor („Herr“) anreden. Der spanische rechtswissenschaftliche Diskurs betonte die naturrechtlichen und theologischen Begrenzungen der königlichen Macht, Philipps Anweisungen wurden teilweise stillschweigend oder auch offen missachtet. Dagmar Freist kritisiert die Abgrenzung von „konfessionellem“ und „höfischem“ Absolutismus, für den Ludwig XIV. als Muster gilt, da auch dieser mit der Aufhebung des Edikts von Nantes 1683 und der Rekatholisierung eroberter Territorien deutlich konfessionspolitische Akzente setzte.

### Höfischer Absolutismus
Im Begriff des „höfischen Absolutismus“ wird dem König eine absolute Herrschaft über seinen Staat durch Gottes Gnade zugesprochen. Danach lebt er an einem prunkvollen Hof und bestimmt die Religion seiner Untertanen. Er bemüht sich, die Adligen seines Landes an seinen Hof zu ziehen und sie dadurch nicht nur unter seine Kontrolle zu bringen, sondern auch durch das kostspielige Hofleben, das sich die meisten nur durch großzügige Schenkungen des Monarchen leisten konnten, in eine Abhängigkeit von ihm zu treiben. Das Strafsystem sieht strenge Strafen vor. Es gibt die Leibeigenschaft und Fronarbeit. Adel und Kirche genießen Privilegien wie zum Beispiel Steuerfreiheit. Der Staat besitzt große Mengen Geld und Edelmetalle.
Als größte Ausprägungsform des höfischen „Absolutismus“ wird der Hof Ludwigs XIV. in Versailles angesehen. Der Adel wurde durch ein prunkvolles Hofleben abhängig vom König, da dieser die Kosten für die Feste übernahm und den Adel durch Kredite an sich band. Dadurch konnte der König losgelöst vom Adel regieren. Den Klerus beeinflusste er durch zahlreiche Unterstützungen der Kirche. Zudem berief er sich darauf, ein „Herrscher von Gottes Gnaden“ zu sein. Den dritten Stand kontrollierte Ludwig durch die Fürsten und durch die Gunst der höheren Bürgerschaft, wodurch er die Macht über die untere Arbeiterschaft gewann. Zudem wurde jedweder Zweifel an der Autorität des Monarchen mit äußerster Härte bestraft.
Dieses Bild des Hofes als ein „Disziplinierungs- und Sakralisierungselement“ wird sogar für Frankreich in Frage gestellt. So sprechen einige Historiker davon, dass selbst Ludwig XIV. eine absolute Macht nur als Lichtgestalt in der Repräsentation erreicht habe. Die Abhängigkeit und Vernetzung der „absolutistischen“ Fürsten von Ständen, Kreditgebern, Künstlern und Kirchen ließen aber vor allem außerhalb Frankreichs kein geschlossenes System entstehen. Insbesondere in kleineren Fürstentümern und vor allem in geistlichen Staaten kann keineswegs von einer „absolutistischen“ Herrschaft gesprochen werden. Dass – zumindest seit dem 18. Jahrhundert – Versuche von Duodezfürsten, in ihren winzigen Territorien einen despotischen Absolutismus zu verwirklichen, zum Scheitern verurteilt waren, zeigt das Beispiel des Wilhelm Hyacinth von Nassau-Siegen.

### Aufgeklärter Absolutismus

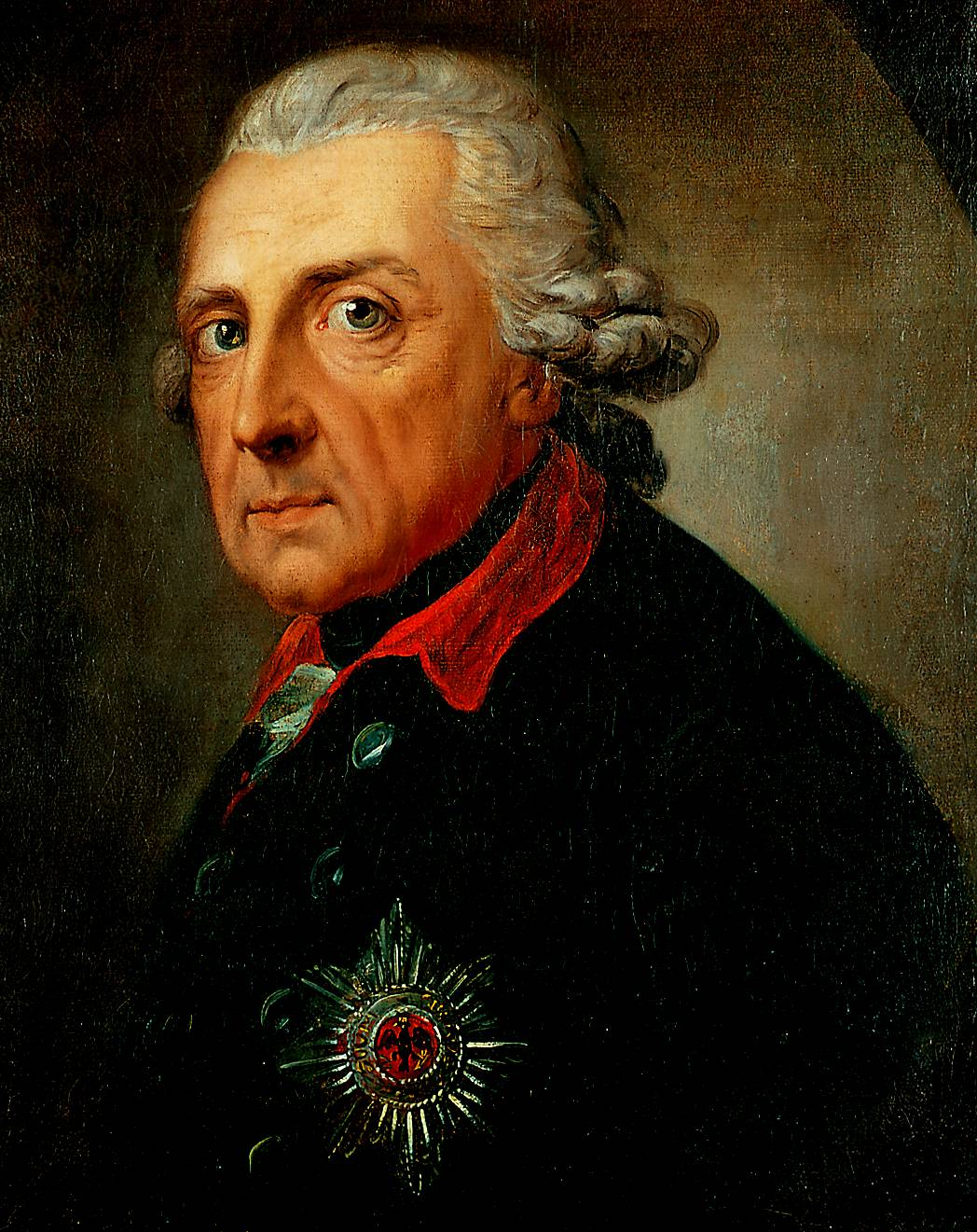
Friedrich II. von Preußen als Vertreter des „aufgeklärten Absolutismus“

Typische Vertreter des aufgeklärten Absolutismus waren Friedrich II. von Preußen, Maria Theresia sowie ihr Sohn Josef II. und Katharina II. von Russland. Der Herrscher sieht sich als „ersten Diener des Staates“ an (Zitat Friedrichs II. von Preußen), zeigt sich also am Gemeinwohl orientiert, nicht bloß am eigenen Nutzen oder dem seiner Dynastie. Er steht im Kontakt mit prominenten Vertretern der Aufklärung wie Friedrich II. mit Voltaire oder Katharina II. mit Diderot. Typisch für die Regierungspraxis des aufgeklärten Absolutismus war unter anderem religiöse Toleranz: Friedrich II. beantwortete 1740 eine Anfrage zu römisch-katholischen Schulen im protestantischen Preußen mit dem geflügelten Wort: „Jeder soll nach seiner Façon selig werden.“ Joseph II. gestattete 1781 und 1782 in zwei Toleranzpatenten Lutheranern, Reformierten, Orthodoxen und Juden in den Habsburger Kronländern ihre Religion auszuüben. Auch förderten die aufgeklärten Herrscher Bildung und humanisierten das Strafrecht: Friedrich II. etwa hob unmittelbar nach Regierungsantritt 1740 die Folter als Mittel der Wahrheitsfindung in den meisten Strafprozessen auf. Eine Begrenzung ihrer absoluten Macht, wie es die aufklärerischen Grundsätze der Gewaltenteilung, der Volkssouveränität und der Menschenrechte verlangt hätten, ließ indes keiner von ihnen zu. Ob die dem Aufgeklärten Absolutismus zugerechneten Reformen wirklich mit den Idealen der Aufklärung motiviert waren oder nicht lediglich eine Effizienzsteigerung des traditionellen Absolutismus darstellten, ist in der Forschung umstritten.

## Machtsäulen
Der Herrscher stützte sich auf sechs Machtsäulen: auf sein stehendes Heer, Justiz und Polizei, Verwaltung mit dem König an der Spitze, auf den Adel am Hof, die Staatskirche (Klerus) und den Merkantilismus, eine eigene Wirtschaftspolitik und -theorie des Absolutismus, deren Ziel das Wohl der Staatsfinanzen war.

### Die Armee
Das stehende Heer sollte die Macht des Monarchen im Inland und zusammen mit der Kriegsflotte dessen Einfluss im Ausland sichern. Frankreich hatte 1664 ~45.000, bis 1703 schon fast ~400.000 Mann unter Waffen und war damit die stärkste Militärmacht Europas geworden.
Um Aufstände von Untertanen oder sich auflehnende Adelige sofort im Keim zu ersticken und so dauerhaft die Macht zu sichern, brauchte Ludwig XIV. von Frankreich ein schlagkräftiges, ständig verfügbares Heer nicht nur in Kriegszeiten, sondern auch im Frieden. Dessen oberste Befehlsgewalt lag beim König. Vor allem wollte Ludwig XIV. Frankreich zur Hegemonialmacht in Europa machen. Die Armee wurde mit modernen Waffen und, als Novum in der damaligen Zeit, mit einheitlichen Uniformen ausgerüstet sowie einem harten, streng geregelten Drill unterzogen. Die Kosten des umfangreichen Militärapparates und die vom König häufig geführten Kriege bedeuteten eine große Belastung für den Staatshaushalt, was zum späteren Staatsbankrott führte.

### Staatsaufbau

#### Gesetzgebung und Judikative
Der König konzentrierte alle Macht in seiner Person: Er führte die Regierungsgeschäfte, erließ die Gesetze und war zugleich oberster Richter. Gleich nach dem Tod seines leitenden Ministers Mazarin übernahm Ludwig XIV. 1661 persönlich die Regierungsgeschäfte und organisierte den Conseil d’État (Staatsrat) um: Er gliederte ihn in vier départements mit unterschiedlichen Zuständigkeiten auf, doch insgesamt blieb dies Beratungsgremium sehr klein, außer dem König selbst umfasste er nur drei oder vier ministres d’État (Staatsminister). Ludwig übernahm den Vorsitz in allen Sitzungen des Conseil d’État und der ihm nachgeordneten conseils, sofern sie politisch bedeutsam waren. Dadurch entmachtete er den chancelier (Kanzler), der von nun an nur noch den judikativ-administrativen Gremien vorstand. 1661 strich Ludwig XIV. auch das Vorrecht des Adels, die höchsten Staatsämter wie die Gouverneurstellen in den Provinzen, den Oberbefehl über Heer und Flotte zu besetzen. Seitdem erfolgte die Berufung in diese Ämter allein aufgrund einer Entscheidung des Königs: Da die Minister immer häufiger aus dem Bürgertum stammten, blieben sie von seinem Wohlwollen abhängig; zudem galten bürgerliche Minister als leistungsbereiter und besser ausgebildet. Insgesamt hatte Ludwig XIV. in seiner ganzen Amtszeit ungefähr 17 vertraute Minister zur Hand. Daneben gab es noch ungefähr 4.000 Beamte, die die Verwaltung des ganzen Landes sicherten. Als Gesetzgeber steht der König über dem Gesetz (legibus absolutus: von den Gesetzen „gelöst“), als Richter kann er in die Entscheidungen niedrigerer Instanzen eingreifen. Die Regierung kann er einem Premierminister wie etwa Richelieu und Mazarin überlassen oder auch selbst mit übernehmen, wie Ludwig XIV. nach dem Tod Mazarins (1661). Ein berühmter Satz von ihm: „Maiestas est summa in cives ac subditos Legibusque absoluta potestas!“ (Die Staatshoheit ist die gegenüber den Bürgern und Untertanen höchste und von den Gesetzen gelöste Gewalt.)

#### Steuern und Verwaltung
In der Bevölkerung am meisten gefürchtet waren die Intendanten, die der König mit weitgehenden Vollmachten in die Provinzen entsandte. Diese Institution ging zurück auf Heinrich IV., der Frankreich von 1589 bis 1610 regierte. Ziel war es, die Erhebung von Steuern und Rechtsprechung, die zuvor in den Händen lokaler ständischer Gewalten gelegen hatten, in die Kompetenz der Krone zu überführen und zu zentralisieren. Das Intendantenwesen wurde unter Armand-Jean du Plessis, duc de Richelieu, dem Ersten Minister Ludwigs XIII. (1610 bis 1643), und seinem Nachfolger Mazarin ausgebaut. Das Einkommen der Intendanten stieg in der Regel mit der Höhe der abgeführten Steuern. Diese Tatsache brachte ihnen den Ruf ein, die „Bluthunde des Königs“ zu sein.
Die Bevölkerung gliederte sich in drei Stände: Klerus, Adel und Bürger einschließlich der Bauern. Die Stände waren jeweils mit unterschiedlichen Steuern belastet. Alle Stände waren der Capitation (Kopfsteuer) unterworfen. Der Klerus befreite sich 1710 mit einer einmaligen Zahlung von 24 Millionen Livres für immer von der Kopfsteuer. Ihre einzigen Abgaben bestanden somit seitdem aus freiwilligen indirekten Steuern (don graduit). Der Adel (erst seit 1749) und Bürgertum/Bauern mussten neben der Kopfsteuer auch den Vingtième (Zwanzigsten) bezahlen. Der Adel bezahlte diesen jedoch selten, da er sich nicht mit den Bürgern und Bauern gleichsetzen lassen wollte.
Die französischen Gebiete ließen sich in Pays d’élections (Gebiete unter Verwaltung von Intendanten), Pays d’états (Provinzen mit selbst gewählter Steuerverwaltung) und Pays conquis (nach dem 16. Jh. zu Frankreich gekommene Gebiete) einteilen. In den Pays d’élections und Pays conquis richteten sich die Einnahmen der Intendanten nach den vom König festgelegten Steuerklassen. Ausnahmen gab es zum Beispiel bei Ausnahmesituationen wie Kriegen, in denen mehr Geld benötigt wurde. Die Verwaltungen in den Pays d’états bekamen eine Summe vorgeschrieben, die sie eintreiben mussten. Es stand ihnen größtenteils frei, welche Gruppen sie mit welchen Steuersätzen belasteten. Gegen Ende der Amtszeit Ludwigs standen auch hier Intendanten vor, die allerdings nur noch das Geld empfingen.
Die Höhe der Steuern, die der König eintreiben lassen durfte, wurde traditionell von den Generalständen (französisch États généraux) festgelegt, einer gewählten Versammlung von Vertretern der drei Stände. Ludwig XIII. ließ sie nach 1614 nicht mehr einberufen und beschloss die Höhe der Steuern seitdem nach eigenem Gutdünken.

### Die höfische Kultur

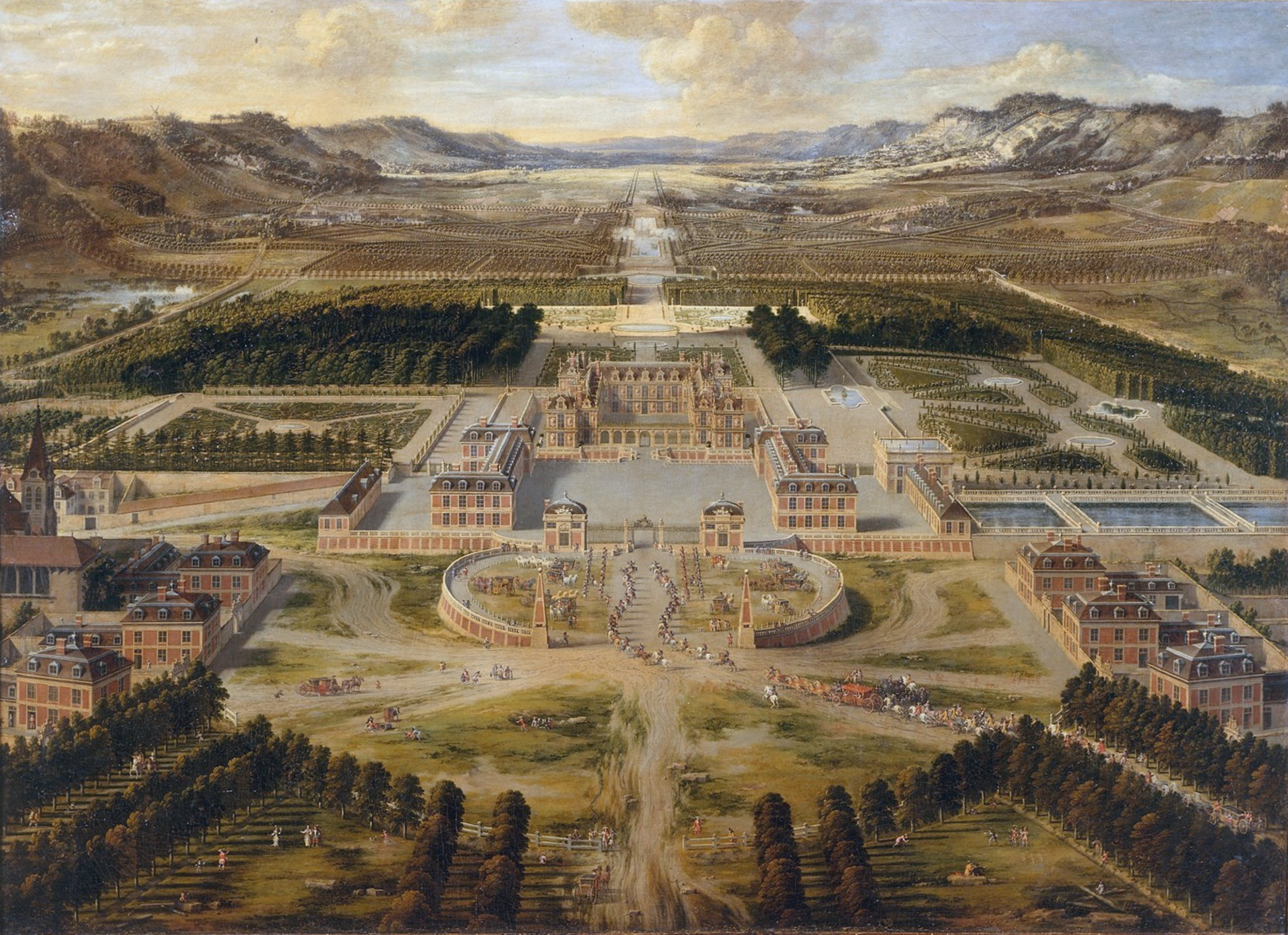
Pierre Patel: Das Schloss Versailles. Gemälde aus dem Jahr 1668

Der Monarch und sein Hof waren Zentrum und somit Leitfigur des gesellschaftlichen und kulturellen Lebens. Der Hofadel wird durch die Pflichten des höfischen Lebens, wie Teilnahme an und Ausrichtung von kostspieligen Festen, Jagden und Inszenierungen, dem Tragen der neuesten Mode sowie Errichtung prunkvoller Schloss- und Parkensembles, an den Rand des Ruins getrieben. Ziel war die politische Entmachtung. Durch die erforderlichen finanziellen Zuwendungen durch den Monarchen verlor der Adel seine Unabhängigkeit. Intellektuelle und Kulturschaffende werden durch Alimentation und Mäzenatentum an die Höfe gebunden und ruhiggestellt. Die symmetrische Architektur des Schlosses von Versailles symbolisierte den Herrschaftsanspruch Ludwigs XIV: Sie zielte exakt auf das Schlafzimmerfenster des Königs hin, hinter dem allmorgendlich das Lever zelebriert wurde, das Aufstehen des Königs als Staatsakt. Versailles wurde zum Vorbild für viele Schlösser in der Zeit des Absolutismus, so für das Schloss Charlottenburg bei Berlin und das Schloss Schönbrunn bei Wien.
Diese These, die im Wesentlichen auf Norbert Elias’ Die höfische Gesellschaft (1933/1969) zurückgeht, wird seit den 1980er Jahren differenziert: Der Hof wird weniger als Instrument zur Zähmung des Adels durch den Fürsten, denn als Kommunikationsplatz zwischen ihm und der adligen Elite und als „Patronage-Börse“ beschrieben. Auch dürfe man Versailles nicht als verbindliches Muster ansehen: Die europäischen Höfe hätten vielfältige Erscheinungsformen und Funktionen gehabt, die zudem einem stetigen Wandel unterworfen gewesen seien. Auch spielte der Landadel als lokale und regionale Elite bei der Durchsetzung der Staatlichkeit weiterhin eine wichtige Rolle. Der Historiker Stefan Brakensiek beschreibt die örtlichen Amtsträger als „Schnittstelle zwischen Behörden und Bevölkerung“.

### Die katholische Staatskirche
Zwar war auch im absolutistischen Frankreich weiterhin der Papst Oberhaupt der Kirche, nicht der König. Sehr wohl versuchte Ludwig aber durch die gallikanischen Artikel den Einfluss des Papstes auf die französische Staatskirche stark einzuschränken. Die Kirche dankte dem König seine Treue vor allem dadurch, dass sie im ganzen Land von der Kanzel verkündete, dass der absolutistische Herrscher seine Macht durch Gottes Gnade ausüben könne. Somit wurde von der einfachen Bevölkerung ggf. jedes vom irdischen Herrscher auferlegte Übel (zunächst) als zu tragende irdische Herausforderung angesehen, die letztlich Gott den Menschen aufgebürdet hat.
Untertanen waren auch Protestanten (z. B. Hugenotten), doch diese Konfessionen duldete der absolutistische Herrscher nicht, da nur der Katholizismus die „richtige“ Religion war. Daher wurde ganz Frankreich zwangskatholisiert. Dennoch soll das nicht heißen, dass ein absolutistischer Staat automatisch katholisch war. Es gab auch den Fall absolutistischer Staaten mit protestantischen Untertanen, zum Beispiel die skandinavischen Länder: In Dänemark war die evangelisch-lutherische Konfession Staatsreligion.

### Die staatlich gelenkte Wirtschaftspolitik (Merkantilismus)

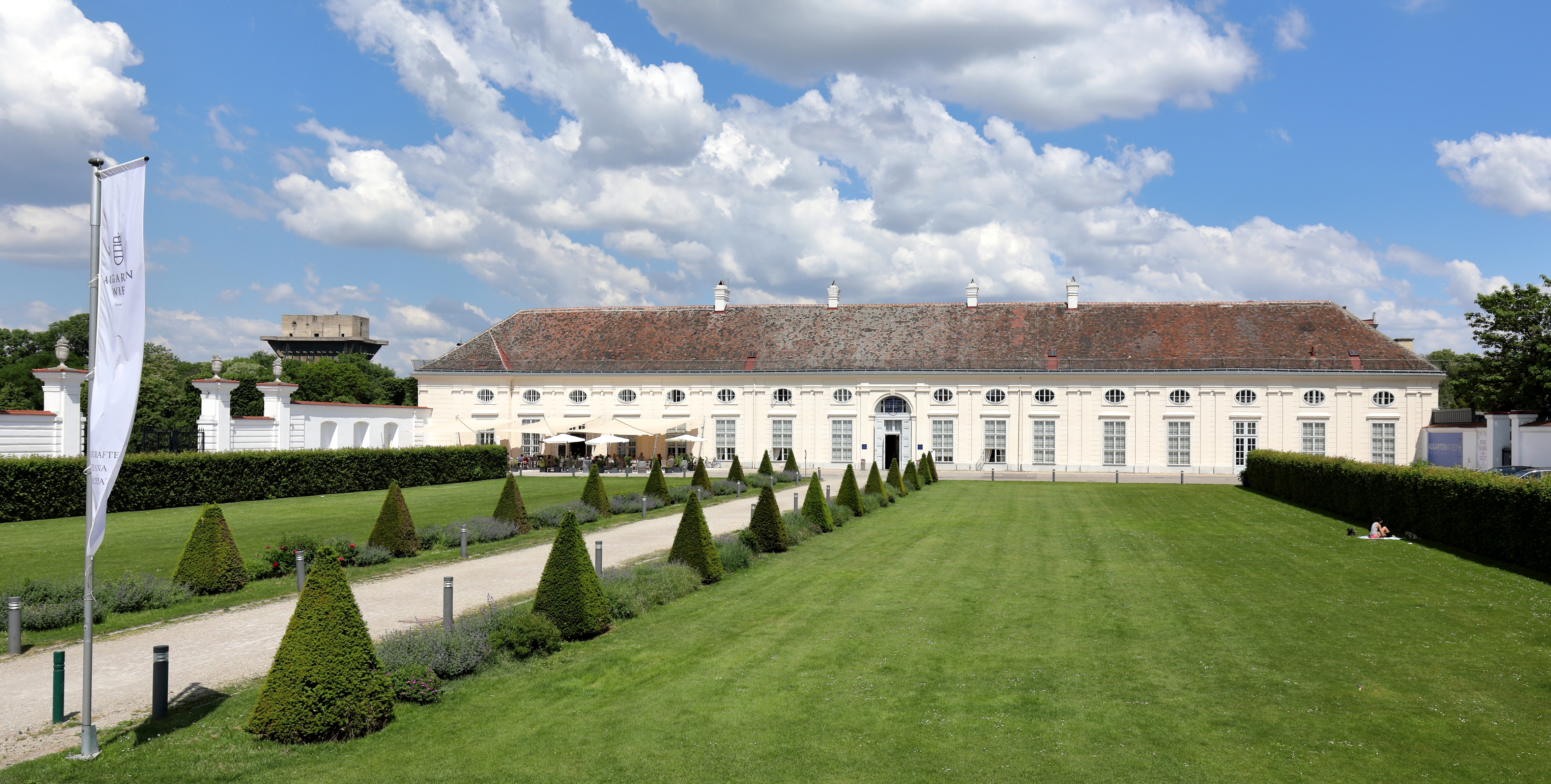
Porzellanmanufaktur Augarten (Leopoldstadt, Wien, Österreich)

Der Merkantilismus zeichnete sich durch eine zentrale, systematische, staatlich gelenkte, einheitliche Wirtschaftspolitik aus.
Die so erzielten Staatseinnahmen sind erforderlich zur Finanzierung des Staates (des stehenden Heeres, zum Ausbau der Verwaltung, zur Alimentation des Adels (z. B. fürstliche Bauten, Mäzenatentum, Schlösser, Gärten) und für die Expansionspolitik). Sie orientiert sich an den Interessen des Heeres und des Hofes.
Von der Außenpolitik flankiert wurden folgende Maßnahmen ergriffen:
- Steigerung des Exports, Vermeidung von Importen (Zollpolitik, Bau von Manufakturen), Forcierung der wirtschaftlichen Unabhängigkeit von anderen Staaten.
- Ausbau von Wirtschafts- und Kriegsflotten zur Sicherung und Förderung von Rohstoffimport und Handel
- Ausbau des Verkehrsnetzes: Straßen-, Brücken- und Kanalbau
- Qualitätskontrollen
- Gründung von Kolonien unter Einbeziehung von Handelsgesellschaften (Abgabe von Verantwortung, automatischer Wettbewerb unter den Gesellschaften), wobei die Kolonien in völliger wirtschaftlicher Abhängigkeit vom Mutterland verbleiben sollten.

## Der Absolutismus in einzelnen Staaten

### England

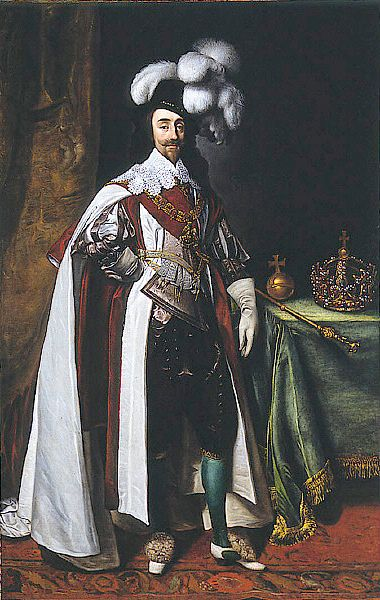
König Karl I. von England (1633)

Im Unterschied zu Frankreich und Spanien konnte sich der Absolutismus in England nie vollständig durchsetzen. In jahrhundertelangen und oft gewaltsamen Kämpfen hatten die Untertanen ihre Rechte gegenüber dem König gefestigt. Bereits mit der Magna Charta setzten 1215 Adel und Klerus ihre Interessen gegenüber dem englischen König durch. In der Curia Regis traten seit dem 12. Jahrhundert mehrmals im Jahr die Adligen und Ritter zu einem Rat zusammen. Aus diesem Königlichen Rat entwickelte sich langsam ein Parlament. Im 14. Jahrhundert trennte sich das Englische Parlament in das House of Commons und das House of Lords. Im House of Lords saßen der hohe Adel und die hohe Geistlichkeit. Das House of Commons setzte sich aus den Adligen der Grafschaften und den Vertretern der Städte zusammen.
Vor allem unter den Königen Jakob I. und seinem Nachfolger Karl I. traten absolutistische Tendenzen in England hervor. Sie versuchten die Rechte des Parlaments weitgehend zu beschneiden. Jakob I. stützte sich als König Englands auf die anglikanische Staatskirche, deren Bischöfe mehrheitlich ebenfalls vom Gottesgnadentum der Könige überzeugt waren. Zugleich lehnte sie die puritanische Lehre ab, die dem König das Recht absprach, seine Untertanen in Gewissensfragen einem Zwang auszusetzen. Karl I. pochte noch mehr als sein Vater auf die Existenz göttlicher Königsrechte und strebte eine Aussöhnung mit der katholischen Kirche an. Er setzte sich mehrfach im Zuge seiner Restaurationspolitik über das Parlament hinweg, indem er ohne dessen Zustimmung Steuern erhob. Karls absolutistische Herrschaftsausübung provozierte den energischen Widerstand des Parlaments, in dem zahlreiche Puritaner vertreten waren. Als entscheidend sollte sich die 1628 erfolgte Wahl Oliver Cromwells in das Unterhaus des Parlaments herausstellen. Dieser gehörte der Gentry an und war ein Puritaner, welcher der radikalen Strömung der Independents angehörte. Im selben Jahr legte das Parlament dem König die Petition of Right vor, welche er unter finanziellem Druck akzeptierte. Die Petition of Right forderte unter anderem den Verzicht des Königs auf Steuererhebungen und den Schutz vor willkürlichen Verhaftungen. Im darauf folgenden Jahr ordnete Karl I. jedoch die Auflösung des Parlaments an und regierte insgesamt elf Jahre bis 1640 de facto als absolutistischer Herrscher, wobei er sich auf Berater wie den Earl of Strafford und Erzbischof William Laud stützte.
Als Karl I. führende oppositionelle Parlamentarier aus dem Unterhaus, dem House of Commons verhaften lassen wollte, kam es 1642 zum Englischen Bürgerkrieg. Darin entluden sich nicht nur die Spannungen zwischen dem absolutistisch gesinnten König und dem Unterhaus, sondern auch die Gegensätze zwischen Anglikanern, Puritanern, Presbyterianern und Katholiken. Auf der Seite des Parlaments kämpften vor allem die bürgerliche Kräfte und die protestantischen Puritaner unter der Führung von Oliver Cromwell. Große Teile des Adels, die Katholiken und die Anhänger der anglikanischen Staatskirche unterstützten den König.
Das schlagkräftige Heer Cromwells siegte schließlich über die Armee des Königs. Durch seine militärischen Erfolge und Unterstützung durch das finanziell gut ausgestattete Bürgertum war Cromwells Einfluss inzwischen stark gewachsen. Er beauftragte die Armee mit der Festnahme diverser presbyterianischer und königstreuer Abgeordneter. Zudem wurde vielen Abgeordneten der Zutritt zum Parlament verweigert (das sogenannte Pride’s Purge). Das so entstandene „Rumpfparlament“ ordnete auf Betreiben Cromwells einen Prozess gegen Karl I. an. Auf Beschluss des Unterhauses, in dem nur noch Anhänger Cromwells saßen, wurde Karl I. angeklagt, verurteilt und 1649 öffentlich hingerichtet.
Nach 1649 etablierte sich die Herrschaft der puritanisch-republikanischen Kräfte im so genannten Commonwealth unter Lord Protector Oliver Cromwell. Schon zwei Jahre nach dessen Tod wurde 1660 die Monarchie unter Karl II. wiederhergestellt, unter dessen Herrschaft es erneut zu Konflikten zwischen König und Parlament kam, die auch religiös motiviert waren. Unter seinem katholischen Nachfolger Jakob II. verschärften sich diese Konflikte, die schließlich in dessen Absetzung durch das Parlament in der Glorious Revolution von 1689 endeten. Unter König Wilhelm von Oranien und seinen Nachfolgern etablierte sich schließlich eine konstitutionelle Ordnung, basierend auf einer Kooperation zwischen Parlament und Monarch, die eine Ausnahmeerscheinung im Europa des 18. Jahrhunderts war.

### Frankreich
Der Absolutismus entstand in Frankreich in seiner vollen Ausprägung in der ersten Hälfte des 17. Jahrhunderts, wobei es schon unter den Königen Franz I. (reg. 1515–1547) und Heinrich II. (reg. 1547–1559) im 16. Jahrhundert Bestrebungen gab, die Staatslenkung zu zentralisieren und in ihren Händen zu konzentrieren. Doch der Ausbruch der Religionskriege (in Frankreich Hugenottenkrieg) unterbrach diese ersten Tendenzen. Erst mit Heinrich IV. (reg. 1589–1610), der die Religionskriege beendete, begann der Aufbau des Absolutismus, hier verstanden als die Konzentration aller staatlichen Gewalt (Legislative, Exekutive und Judikative) in der Hand des Königs. Ein entscheidender Mitarbeiter des Königs bei seiner Politik war der Politiker Sully als sein Oberintendant der Finanzen, der mit den Mitteln der Reorganisation des Finanzwesens und mit Wirtschaftshilfen die Verwüstungen der Religionskriege beseitigte und dem Land zu neuem Wohlstand verhalf.
Nach der Ermordung von König Heinrich IV. 1610 und einer kurzzeitigen Wende in der Politik unter dessen Witwe Maria von Medici, betrat eine Person die weltgeschichtliche Bühne, die entscheidend auf die Ausformung des Absolutismus einwirkte; Kardinal Richelieu. Als Vertrauter des neuen Königs Ludwig XIII. hatte Richelieu die volle königliche Autorität hinter sich und begann konsequent damit, den Hochadel, besonders im Umfeld der königlichen Familie, aus den hohen Gremien und Räten des Königreiches hinauszudrängen. Sein Ziel war es, die Staatspolitik von den partikularen Interessen des Adels zu trennen. Auch war er es, der die Praktik intensivierte, Intendanten (königliche Kommissäre) in die einzelnen Provinzen zu entsenden, um zunächst Teilbereiche (z. B. die Steuern) der Arbeit der adligen Gouverneure zu übernehmen; eine Entwicklung, die von Ludwig XIV. weitergeführt und perfektioniert wurde (siehe unten).

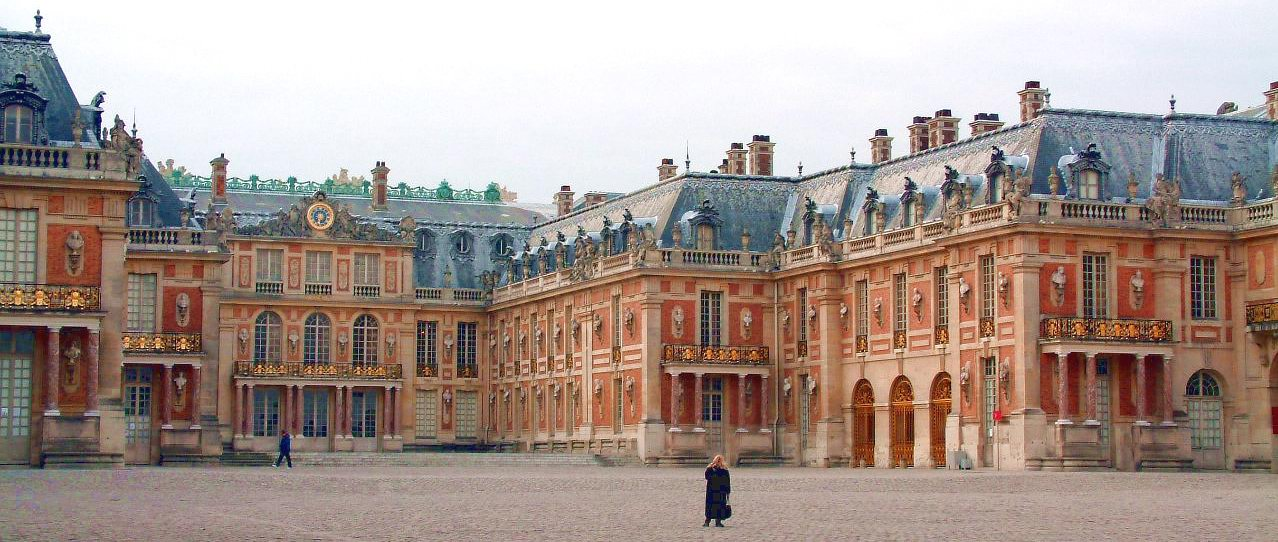
Das Schloss von Versailles als Symbol des französischen Absolutismus

Nach dem Tod des Kardinals kam es trotz der Unbeliebtheit der Politik von Richelieu zu seiner Fortführung durch seinen Nachfolger im Amt des Prinzipalministers Kardinal Mazarin. Dieser, ein aufmerksamer Schüler Richelieus, verfolgte die antiaristokratische Politik weiter, wobei der Frondeaufstand (1648–1652) einen kritischen Höhepunkt im Widerstand des Hochadels gegen diese Politik darstellte. Nach dem Tod Mazarins 1661 übernahm Ludwig XIV. persönlich die Regierung und vollendete das System des französischen Absolutismus. Er schuf in dem ab 1661 zu seiner Hauptresidenz aus- und umgebauten Schloss Versailles ein prunkvolles Hofleben, das den (Hoch-)Adel anlockte und ihn an die Person des Königs band, da das Leben am Hof äußerst kostspielig war und der Adel sich verschuldete, um standesgemäß leben zu können. Diese finanziellen Schwierigkeiten nutzte der König aus, indem er nur denjenigen Zuwendungen zukommen ließ, die sich in seiner Nähe aufhielten.
Später erließ er sogar einen Anwesenheitszwang für alle Gouverneure seiner Provinzen; deren Aufgaben übernahmen jetzt konsequent die Intendanten, die vollständig vom König abhängig waren. Ein weiterer Erfolg seiner Politik war die Entmachtung der Parlamente, eigentlich Gerichte, die aber auch Mitbestimmung bei der Gesetzgebung forderten.
Man kann somit die Entstehungszeit des Absolutismus in Frankreich präzise an den drei Hauptfiguren, Richelieu, Mazarin und Ludwig XIV., festmachen.
In fast allen Staaten geht der Absolutismus mit Reformen der Wirtschaft, Verwaltung, des Rechtswesens und des Steuerwesens einher – die Grenzen zum aufgeklärten Absolutismus sind dabei fließend. Ziel der Reformen war die Steigerung der Effizienz des Staates (Staatsräson). Dazu begründete Jean-Baptiste Colbert, Finanzminister und einer der engsten Berater des französischen Herrschers Ludwig XIV., die Wirtschaftsform des Merkantilismus.
In Ludwigs Augen waren alle Menschen Untertanen. Den Adligen blieben jedoch soziale Vorrechte, die sogenannten Privilegien. Sie mussten keine Steuern zahlen, hohe Posten in der Armee und der Kirche waren nur ihnen zugänglich; sie wurden vor Gericht bevorzugt gegenüber Nicht-Adeligen. In dieser sogenannten Ständegesellschaft bestanden kaum Aufstiegsmöglichkeiten, man wurde in seinen Stand „hineingeboren“. Es gab in Frankreich in der Zeit des Absolutismus also bis zur Revolution im Jahre 1789 insgesamt drei Stände:
- erster Stand: Klerus (ungefähr 0,5 % der Bevölkerung)
- zweiter Stand: Adel (ungefähr 1,5 % der Bevölkerung)
- dritter Stand: Bürgerfamilien, reiche Kaufleute, niedrige Beamte, Rechtsanwälte, Ärzte, Handwerker, Soldaten, Dienstboten und Bauernfamilien
- außerhalb der Stände: Tagelöhner, Mägde, Behinderte usw.

Mit dem Tod Ludwigs XIV. 1715 und der nachfolgenden Regentschaft Philipps von Orléans endete bereits die Hochblüte des französischen Absolutismus; sein Symbol, das Schloss Versailles, stand für ein Jahrzehnt leer. Philipp von Orléans gab den parlements das Remonstrationsrecht zurück und beendete die Zensur von Autoren der Frühaufklärung und leitete kulturell eine neue Zeit ein. Unter Ludwig XV. dauerte die kulturelle Blüte fort, während die Ideen der Aufklärung sich in den Köpfen der Mehrheit festsetzten.
Doch ganz unangefochten konnten der König von Frankreich nie regieren: Seitdem die Generalstände nicht mehr einberufen wurden, verstanden sich die parlements, ständisch besetzte Gerichtshöfe mit auch staatsrechtlichen Kompetenzen, als Vertreter der Rechte und Freiheiten des Landes gegen den absolutistischen Herrschaftsanspruch der Krone. Nachdem die französischen Staatsfinanzen nach dem Siebenjährigen Krieg und mehr noch nach dem Amerikanischen Unabhängigkeitskrieg defizitär geworden waren, hintertrieben sie die notwendigen Reformen. Eine Abschaffung der parlements, die René-Nicolas-Charles-Augustin de Maupeou, der Kanzler Ludwigs XV., 1771 staatsstreichartig durchsetzte, wurde von dessen Nachfolger Ludwig XVI. wieder rückgängig gemacht. In der Folge scheiterten mehrere Ansätze zu einer Steuerreform, bis der König sich 1788 gezwungen sah, die Generalstände erneut einzuberufen, wie es das Pariser Parlement gefordert hatte. Damit setzte er eine Dynamik in Gang, die schließlich zur Französischen Revolution und zum Ende des Absolutismus in Frankreich führte.

### Dänemark-Norwegen
Am konsequentesten wurde der Absolutismus in Dänemark-Norwegen durchgesetzt.

#### Historische Vorgeschichte
Seit der Kalmarer Union waren die Königreiche Dänemark und Norwegen unter einem König vereint. Die Grafenfehde brachte Dänemark dermaßen in Bedrängnis, dass der Adel unter weitgehendem Verzicht auf seine Macht und Privilegien Christian III. die Königswürde antrug. In seiner Wahlkapitulation versprach dieser dem dänischen Adel, Norwegen dem Dänischen Reich als Provinz einzuverleiben. Dieses Versprechen wurde allerdings nicht eingelöst, sondern Norwegen blieb ein eigenständiger Staat unter dänischer Krone. Doch diese Wahlkapitulation war die Keimzelle des dänisch-norwegischen Absolutismus. Die Vollendung des Absolutismus geschah unter Friedrich III.

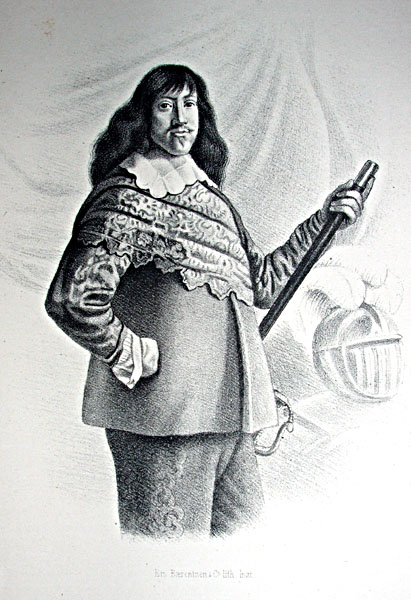
König Friedrich III. von Dänemark und Norwegen

Von 1657 bis 1660 dauerte der Krieg zwischen Dänemark und Schweden. Reichsrat und Adel, die aufgrund der Wahlkapitulation großen Einfluss auf die Entwicklung gehabt hatten, hatten sich als völlig überfordert erwiesen. Dänemark war finanziell am Ende. Im Herbst 1660 versammelten sich die dänischen Stände in Kopenhagen, um über die Krise zu beraten. Die Hälfte waren Adlige, ein Drittel waren Bürger, ein sechstel waren Geistliche. Die Bauern, die Mehrheit der Bevölkerung, waren nicht vertreten. Der Bürgerstand und die Geistlichen boten dem König das Erbkönigtum an, was gegen den Adel gerichtet war, der bislang das Königswahlrecht besaß. Dessen Widerstand wurde durch den König mit Hilfe militärischer Präsenz in Kopenhagen gebrochen. Am 13. Oktober bot Bischof Svane von Seeland dem König im Namen aller drei Stände das Erbkönigtum an, welches dieser annahm. Damit war seine Wahlkapitulation von 1648 außer Kraft gesetzt. Die Urkunde wurde ihm am 17. Oktober zurückgegeben, am 18. Oktober wurde ihm mit einem Treueid gehuldigt. Der Adel behielt seine wirtschaftlichen Privilegien, verlor aber jeglichen politischen Einfluss. Der König setzte zwar eine Kommission aus den drei Ständen zur Ausarbeitung einer neuen Verfassung ein, erließ aber am 10. Januar 1661 ohne irgendeine Beteiligung eine Verfassung unter dem Namen Instrument eller pragmatisk sanktion om kongens arveret til Danmarks og Norges riger (Instrument oder pragmatische Sanktion über das Erbrecht des Königs für die Reiche Dänemark und Norwegen). Darin heißt es, dass die Untertanen dem König als absolutem und souveränen Erbherren gehuldigt und ihm alle Rechte, die einer Majestät zustehen, übertragen hätten samt „absoluter Regierung“, was aber tatsächlich nicht der Fall gewesen war. Ihm war lediglich als Erbkönig gehuldigt worden. Das Dokument wurde im Laufe des Winters 1661 zur Unterschrift veröffentlicht und von 987 Geistlichen, 381 Bürgern und 183 Adligen unterschrieben. 1662 wurde das Dokument auch nach Norwegen, Island und den Färöern zur Unterschrift versandt. Für das Frühjahr kündigte der König einen Besuch in Norwegen an, im Laufe dessen ihm als Erbkönig gehuldigt werden solle. Das war für Norwegen kein Problem, da dort verfassungsmäßig seit jeher das Erbkönigtum verankert war. Die Huldigung nahm an seiner statt aber sein ältester Sohn Christian entgegen. Im Gegensatz zu Dänemark legten auch die Bauern durch bevollmächtigte Vertreter den Huldigungseid ab. Am 7. August unterschrieben die Repräsentanten der Stände die „pragmatische Sanktion“ des Königs. Die rechtliche Bedeutung ist allerdings umstritten. Sogner bestreitet die rechtliche Relevanz, da der dänische Reichsrat auch Norwegen vertreten und im Namen Norwegens gehandelt habe. Mestad weist demgegenüber darauf hin, dass mit der Rückgabe der Wahlkapitulationsurkunde der dänische Reichsrat auch die Vertretungsmacht für Norwegen verloren habe. Der Absolutismus war endgültig durchgesetzt.

#### Rechtliche Ausgestaltung
Im dänischen und norwegischen Recht, nach welchem die Juristen des 18. Jahrhunderts sich richteten, hieß es, dass der König als absolutistischer (enevold oder enevælde = „ein-Gewalt“) Erbkönig und Herr Dänemarks und Norwegens allein die höchste Macht hat, Recht zu setzen. Nach dieser Auffassung konnte er nicht nur nach Gutdünken Vorschriften erlassen, er konnte auch nach Gutdünken Personen von ihrer Geltung ausnehmen. Er konnte einsetzen und absetzen, wen er wollte. Für die Untertanen hieß es, dass sie den König als allerhöchstes Haupt hier auf Erden als über allen menschlichen Gesetzen stehend, der keinen Richter über sich kennt, achten sollten.
Der norwegische Huldigungsakt vom 5. August 1661 mit der Besiegelung des Protokolls vom 7. August lautet:

„Vi underskrevne […] Undersaatter af den Adelig, Geistlig og Borgerlig Stand udi Norges Rige, bekjande og gjøre vitterlig for Os, vore Arvinger og Efterkommere at […] stadfæste og bekræfte vi Alle og Enhver […] høistbemelte hans Kongelige Majestat som en absolut, souverain og Arve-Hærre, Hans Arve-Rettighed til Norges Rige, som og alle Jura Majestatis, absolut Regjering, og alle Regalis“

„Wir unterzeichnenden Untertanen von adeligem, geistlichem und bürgerlichen Stand des norwegischen Reiches bekennen und geben für uns, unsere Erben und Nachfolger bekannt, dass wir alle und ein jeder bestimmen und bekräftigen, Ihro hochwohllöbliche königliche Majestät als einen absoluten, souveränen Erb-Herren zu erkennen, Seine Erbberechtigung über Norwegens Reich, wie auch alle Majestäts-Rechte, die absolute Regierung und alle Regalien.“

1665 wurde das Königsgesetz (Kongeloven) erlassen und 1705 gedruckt. Darin wird auch die staatsrechtliche Grundlage der absolutistischen Herrschaft dargestellt.

„[…] Voris værende Rigens Raad og samptlige Stænder, Adel og Uadel, Geistlig og Verdslig dertill bevæget deris forrige Kaar og Wallrettighed at affstaa og begriffve, […] ArfveRettigheden till disse Vore Kongeriiger Danmarck og Norge sampt alle Iura Majestatis, absolute Magt, souverainetet og alle Kongelige Herligheder og Regalier utvungen og uden nogen Voris tillskyndelse, anmodig eller begiering aff eygen frii Villie og fuldbeaad Huu allerunderdanigst at andrage og offverantvorde […]“

„Unser gegenwärtiger Reichsrat und sämtliche Stände, adlig und nichtadlig, geistlich und weltlich durch die bisherigen Verhältnisse dazu bewogen, vom Erbrecht für diese unsere Königreiche Dänemark und Norwegen abzustehen und sich ihrer zu begeben samt allen Majestätsrechten, die absolute Macht, Souveränität und alle königlichen Herrlichkeiten und Regalien ungezwungen und ohne irgenwelche Beeinflussung, Ersuchen oder Forderung aus eigenen freien Stücken durch uns und mit wohlüberlegtem Sinn alleruntertänigst uns anzutragen und zu überantworten …“

Die einzige Einschränkung bestand in der Bindung des Königs an die Augsburger Konfession (Artikel I) und im Verbot der Reichsteilung (Artikel XIX). Es war die einzige Einführung des Absolutismus in Europa durch ein schriftlich niedergelegtes Gesetz. Allerdings galt das Gesetz nicht in den Herzogtümern Schleswig und Holstein.
Zwar war der König „König von Gottes Gnaden“, wie er sich in der Überschrift zum Königsgesetz selbst bezeichnet, aber die absolutistische Herrschaft wurde ihm vom Volk übertragen. Die Machtübertragung und die Eidesleistung waren ein Unterwerfungsvertrag, wie er in der Naturrechtslehre von Hugo Grotius entwickelt worden war. Er begründete den Absolutismus damit, dass das Volk als Körperschaft seine Herrschaftsrechte auf eine Person in beliebigem Umfang, also auch vollständig übertragen könne. Auch Jean Bodin und Henning Arnisaeus sind als Vorbilder für bestimmte Formulierungen im Kongelov identifiziert worden. Diese Übertragungstheorie zeigte sich 1814, als Norwegen als Folge des Kieler Friedens aus dem dänisch-norwegischen Gesamtstaat entlassen wurde. Christian Frederik schrieb daraufhin in seinem Manifest vom 19. Februar 1814, dass „das norwegische Volk von seinem Eid gegenüber … König Friedrich VI. entbunden ist und ihm somit das volle Recht eines freien und unabhängigen Volkes, seine Regierungsverfassung selbst zu bestimmen, zurückgegeben ist“. Dies entspricht der Ausführung von Hugo Grotius über den Absolutismus und die Vertragstheorie: „Das sichere … Zeichen ist, dass mit dem Erlöschen des regierenden Hauses die Staatsgewalt an jedes einzelne Volk für sich zurückfällt.“

#### Gesellschaftliche Durchsetzung
Nach der Verfassungsänderung war noch die gesellschaftliche Durchsetzung erforderlich. Dazu gehörte als wichtiges Element das Recht des Königs, jeden Beliebigen in ein Amt einzusetzen und ihn auch ohne Angabe von Gründen wieder abzusetzen. So konnte er wirksam die Bildung von Neben-Machtzentren verhindern. Tatsächlich machten die absolutistischen Könige Dänemarks bei der Gesetzgebung nur zurückhaltenden Gebrauch von ihrer absoluten Macht, sondern setzten für Neuregelungen Kommissionen ein, in denen die unterschiedlichen Interessen vertreten waren. Um den König gab es im Laufe der Zeit einen Kreis von drei oder vier Aristokraten, die im Geheimen die Regierungsgeschäfte wahrnahmen. Die Bernstorffs, Reventlows und Schimmelmanns entwickelten sich so zur höchsten Aristokratie und konnten aus dieser Position prestigeträchtige Gewinne erzielen, mit denen sie glänzten, wenn sie auch nach 1800 weniger politischen Einfluss hatten und vielmehr die dänische Salonkultur beherrschten.
Trotz der Lehre, dass die absolutistische Macht dem König vom Volk übertragen war, spielte die religiöse Untermauerung seiner Autorität eine wichtige Rolle in der Disziplinierung der Gesellschaft. Ab 1659 wurde dem dänischen und norwegischen Volk eingeprägt, dass Gott selbst Friedrich III. geholfen habe, den schwedischen Angriff vom 11. Februar dieses Jahres auf Kopenhagen abzuwehren. Nach dem Königsgesetz von 1665 hatte Gott selbst dem Volk eingegeben, dem König die absolutistische Herrschaft zu übertragen. So wurde dem dänischen und norwegischen Volk eingeschärft, dass die Ziele des Königs und die Ziele Gottes identisch seien. Daher wurde der dänische König in der dänischen Kirche mehr verehrt als Ludwig XIV. in der französischen. So füllte der dänische König das Vakuum, das nach Abschaffung der katholischen Heiligenverehrung entstanden war. Im Laufe der Zeit wurde die panegyrische Huldigungsliteratur immer umfangreicher. Für beklagenswerte Zustände war nicht der König verantwortlich, sondern unfähige oder intrigante Beamte hatten seinen guten Willen verfälscht. Für die indoktrinierende Huldigungsrethorik gab es viele Anlässe, der Geburtstag des jeweiligen Königs, 1749 das 30-jährige Thronjubiläum der Oldenburger und das 100-Jahrs-Jubiläum zur Einführung des Absolutismus.
Ein weiteres Instrument zur Disziplinierung war die Kirche. Infolge der Reformation war die Selbständigkeit der Kirche beseitigt und die Geistlichkeit zu einem königstreuen Beamtenapparat geworden. Der König und seine Theologen festigten eine theokratische Königsideologie. In dem Missale Forordnet Alterbok udi Dannark og Norge (Kopenhagen 1688) waren zahlreiche Gottesdienst-Gebete für den König vorgesehen. Die Predigten wurden von der königlichen Kanzlei und von der theologischen Fakultät in Kopenhagen zentral vorgegeben und überwacht. So wurde die lehrmäßige Einheit mit konsequenter Rigidität 200 Jahre lang sichergestellt, bis der Pietismus die Orthodoxie herausforderte. Dabei ging es nicht nur um die Verteidigung gegen den Katholizismus und den Calvinismus. Es ging auch gegen abweichende Ideen lutherischer Kreise aus Deutschland. Ihnen wurde mit Verboten gegen Schriften und Bücherverbrennungen und Landesverweisung von Abweichlern entgegengetreten. Als aber zu Beginn des 18. Jahrhunderts der Pietismus auch auf den königlichen Hof übergriff, formulierte der König einen Staatspietismus, von dem wiederum nicht abgewichen werden durfte. Als Hans Nielsen Hauge in Norwegen die kirchliche Einheit durch Gründung einer Art Freikirche gefährdete, zeigte die absolutistische Kirche noch einmal ihre ganze repressive Macht: Kerkerhaft, Versammlungsverbot und Verbot einschlägigen Schrifttums sowie ein langwieriger und umfassender Prozess, der die Abweichler mit der Notwendigkeit der Verteidigung in Atem hielt. Das waren die klassischen Werkzeuge des Absolutismus, kritische Strömungen zu unterdrücken. So war Norwegen das religiös homogenste Land in Europa. Erst 1784 beendete die theologische Fakultät ihre Funktion als Gedankenpolizei.
Ein weiteres Instrument des Machterhalts war die Manipulation der Öffentlichkeit. Die königlichen Rundschreiben und Erlasse wurden in öffentliche und geheime Schreiben eingeteilt. Die Vorbereitung neuer Regelungen blieb geheim, die Verkündung des Ergebnisses oblag der Kirche und den Thingversammlungen. Ab 1798 wurden die Regelungen in der Tidende for Danmark og Norge veröffentlicht. Die Behandlung einer Eingabe an eine Behörde war geheim. Die Antwort wenigen bekannt. Daher kam es nur selten breiteren Widerstand gegen eine Entscheidung. Die Obrigkeit bestimmte auch, welche Nachricht veröffentlicht werden durfte. Die Zensur war ein wirksames Mittel, die öffentliche Meinung zu lenken. Berühmt wurde die Antwort Friedrich VI. auf eine Eingabe um Lockerung der Zensur:

„Thi ligesom Vor landsfaderlige Opmærksomhed stedse har været henvendt paa at bidrage Alt, hvad der staar i Vor kongelige Magt, til at virke for Statens og Folkets Vel, saaledes kan heller Ingen uden Vi alene være i Stand til at bedømme, hvad der er til begges sande Gavn og Bedste“

„Denn wie Unsere landesväterliche Aufmerksamkeit immer darauf gerichtet war, alles zu tun, was in Unserer königlichen Macht steht, für das Wohl des Volkes und des Staates zu sorgen, so kann niemand außer Uns im Stande sein zu beurteilen, was für beide der wirkliche Nutzen und das Beste ist.“

Die Universität mit ihrer vollständigen Aufsicht über alle Druckschriften war eines der wirksamsten Mittel der Vereinheitlichung von Kirche und öffentlicher Meinung. Die Druckereien waren eng an den Hof und die Universität gebunden, auch weil diese Institutionen ihre Hauptauftraggeber waren. Nur in der kurzen Epoche von Struensee gab es Pressefreiheit. Daraus wird auch der 150 Jahre dauernde Widerstand der Regierung gegen die Errichtung einer Universität in Norwegen (Oslo) verständlich. Ohne behördliche Kontrolle waren Vereinigungen und Versammlungen nicht gestattet, weder religiöse noch weltliche. Die Ausübung von Berufen war von königlichen Privilegien abhängig. Politische Versammlungen wurden mit harten Strafen verfolgt. Statt des Urheberrechts, das in Großbritannien bereits zu Beginn des 18. Jahrhunderts entwickelt wurde, gab es das Einzelprivileg des Königs zur Veröffentlichung. Dabei half es oft, das Werk einer mächtigen Persönlichkeit oder gar dem König zu widmen. Das alles sorgte für eine regimetreue Öffentlichkeit.

### Preußen
Einen Sonderweg nahm die Ausbildung eines absolutistischen Zentralstaates in Preußen (bis 1701: Brandenburg-Preußen). Hier hatte Friedrich Wilhelm, der „Große Kurfürst“, dem brandenburgischen Landtag bereits im Rezess von 1653 für sechs Jahre mehr als eine halbe Million Taler für ein stehendes Heer abgerungen. Als Gegenleistung hatte er den Junkern weite Zugeständnisse gemacht, etwa was die Umwandlung ihrer Lehns- in Allodialgüter betraf, wo sie die Patrimonialgerichtsbarkeit und die Polizeigewalt über die leibeigenen Bauern behalten durften. Die Beweispflicht, nicht leibeigen zu sein, wurde den Bauern auferlegt. In der Folge trat der brandenburgische Landtag nicht mehr zusammen. Größeren Widerstand machten ihm die Stände des Herzogtums Preußen, die auf ihrem Recht beharrten, bei der polnischen Krone Berufung gegen Maßnahmen des Kurfürsten einzulegen. Diese Beschränkung seiner Souveränität wollte Friedrich Wilhelm nicht hinnehmen: Er ließ sein Heer 1655 gegen Königsberg marschieren, zwang im Vertrag von Wehlau 1657 den polnischen König Johann II. Kasimir, auf die Lehnshoheit über das Herzogtum zu verzichten, und warf 1661 Hieronymus Roth, den renitenten Schöffenmeister eines Königsberger Stadtteils, für den Rest seines Lebens in den Kerker. Erst danach unterwarfen sich die preußischen Stände widerwillig seiner Herrschaft.
Immer weiter baute Friedrich Wilhelm nun seine Macht aus: So unterblieb 1660 die an sich fällige Entlassung der Truppe, und die Stände bewilligten ihm die Finanzierung des stehenden Heeres ohne zeitliche Befristung – die Geburtsstunde der preußischen Armee. Auch führte er eine permanente Besteuerung ein, sodass die Steuern nicht mehr jährlich bewilligt werden mussten, und bat auch in außenpolitischen Fragen nicht mehr um die Zustimmung der Stände. Bei all diesen Maßnahmen berief er sich auf eine angebliche „Nezessität“, also einen Notstand, der es legitim erscheinen ließ, die Ständeverfassung außer Kraft zu setzen. Dabei konnte er sich auf ein Dekret Kaiser Ferdinand III. stützen, wonach zum Zwecke der Landesverteidigung und des Festungsbaus alle Untertanen des Heiligen Römischen Reichs zu Steuerleistung verpflichtet waren. Dieser Text gilt als die „Magna Charta das Absolutismus“ im Reich.

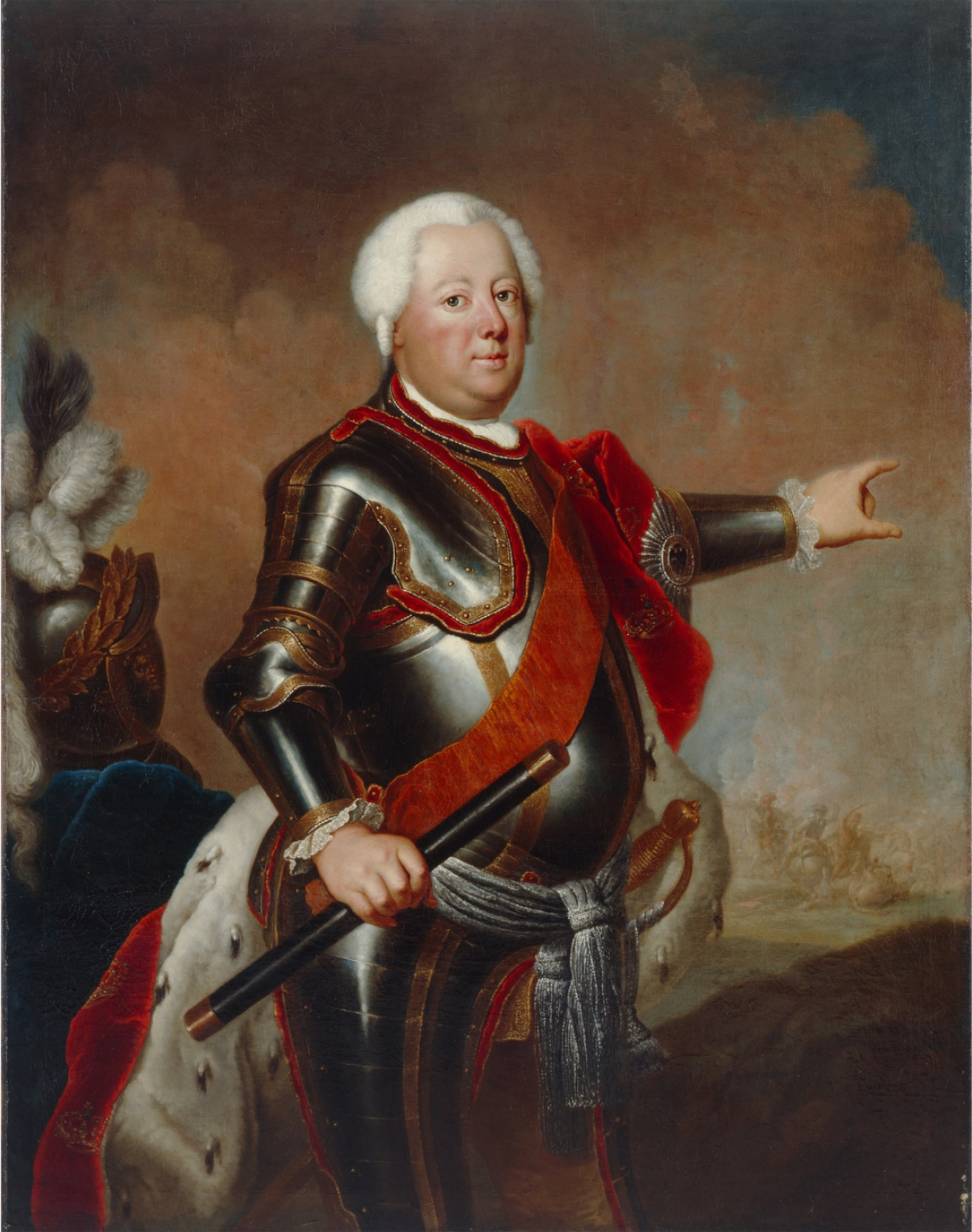
Friedrich Wilhelm I. Gemälde von Antoine Pesne, um 1733

Sein Sohn, Kurfürst Friedrich III., der sich von 1701 an König Friedrich I. nannte, eiferte dem französischen Vorbild nach, indem er eine großzügige Kulturpolitik (Gründung der Universität Halle 1694 und der Akademie der Wissenschaften 1700) und eine luxuriöse Hofhaltung betrieb. Damit brachte er Preußen an den Rand des Staatsbankrotts. Hiergegen wandte sich sein Nachfolger Friedrich Wilhelm I., der später so genannte „Soldatenkönig“, sofort nach Thronbesteigung 1713: Er forderte von seinen Ministern unbedingten Gehorsam, kommunizierte mit ihnen zumeist nur schriftlich per Kabinettsordre und verlangte von ihnen wie von allen seinen Untertanen Sparsamkeit und Unbestechlichkeit. Auch an sich selbst stellte er hohe Ansprüche: Ein Fürst habe „nicht zu faullentzen, sondern zu arbeiten und seine Lender woll zu Regieren“. Nicht zuletzt durch diese erfolgreiche Sozialdisziplinierung gelang es, die Einkünfte aus den Staatsdomänen deutlich zu steigern, sodass der preußische Staatshaushalt bald einen Überschuss auswies. Der floss aber nicht mehr in die Hofhaltung, die künftig nur noch ein Prozent der staatlichen Ausgaben ausmachte, sondern zu zwei Dritteln ins Heer: Im Lauf seiner Regierungszeit stieg dessen Mannschaftsstärke von 30.000 auf 83.000, die nach dem Kantonsystem einberufen wurden, wodurch die Junker die Offiziere ihrer eigenen, wehrpflichtigen Bauern wurden. Die damit verbundene Militarisierung Preußens erwies sich wirtschaftlich als förderlich, etwa für die Schafzucht und das Tuchmachergewerbe, da für die Uniformen der Soldaten nach dem Montierungsreglement von 1714 keine Stoffe aus dem Ausland importiert werden durften. Ausgediente Soldaten wurden als Beamte und Lehrer weiterbeschäftigt, die Schulpflicht wurde 1717 eingeführt, die Staatsverwaltung wurde modernisiert, zentralisiert und professionalisiert: Von der höheren Beamtenschaft wurde von nun an ein Studium verlangt. 1722/23 vereinheitlichte er alle von ihm bislang in Personalunion regierten Länder rechtlich und verwaltungsmäßig und schuf so den preußischen Gesamtstaat – eine Reform, die sich Maria Theresia für die Habsburgermonarchie Jahrzehnte später zum Vorbild nahm.
Durch regelmäßige Inspektionsreisen machte Friedrich Wilhelm seine autokratische Herrschaft für die Untertanen unmittelbar erlebbar. Sein Sohn Friedrich II. systematisierte diese Praxis ab 1740 noch. Die Letztentscheidung über wichtige Fragen behielt sich der König selber vor, die Stände hatten nicht mehr mitzureden. Vielzitiert ist die Bemerkung, die Friedrich Wilhelm 1716 auf eine Eingabe notierte, mit der Junker gegen eine weitere Steuererhöhung, die ihnen ruinös erschien, protestierte: „Ich ruiniere die Junkers ihre Autorität; ich komme zu meinem Zweck und stabilire die Souveraineté wie einen rocher von bronce.“ Dass die Stände und namentlich die Adligen diese politische Entmachtung hinnahmen, lag an den großen Vorteilen, die der absolutistische Staat ihnen bot: Ihre Stellung im Staat als Grundpfeiler einer „staatlich disziplinierten Militäraristokratie“ (Theodor Schieder) wurde schließlich sogar im Preußischen Landrecht verankert, dessen Kodifizierung Friedrich II. 1749 veranlasst hatte. Hinzu kamen die Sicherung des Eigentums ihrer Güter und ihrer Macht über ihre Leibeigenen. Nach dem Historiker Ernst Hinrichs hat Brandenburg-Preußen von allen absolutistischen Staaten Europas „am konsequentesten die Herrschaft des Adels auf dem Lande, in den Gutsbezirken bestärkt und beschützt“.
Ob der preußische Absolutismus, wie ihn der Große Kurfürst und der Soldatenkönig schufen, in Kontinuität steht zum aufgeklärten Absolutismus Friedrichs II., oder ob dieser nicht vielmehr mit ihm brach, ist in der Forschung umstritten.

## Absolutismus als Epochenbegriff
In der deutschsprachigen Geschichtswissenschaft ist die Verwendung als Epochenbegriff etabliert. So nennt etwa Johannes Kunisch 1999 die Ausbildung des absoluten Fürstenstaats als vorrangige „Ausprägung des Zeitalters“. Dagmar Freist kritisiert diese Sicht als etatistisch und einseitig, weil sie auf eine Form der Staatlichkeit abhebt, die sich in mehreren Staaten Europas (etwa Polen-Litauen, England oder den Niederlanden) gerade nicht ausbildete. Tragfähig sei die Epochenbezeichnung nur, wenn man den Prozess der Staatsbildung als „Signum der Epoche“ annehme. Verschiedentlich wird als Epochenbezeichnung mittlerweile der Begriff „Zeitalter des Barock“ gewählt, der neben den politischen Unterschieden auch zeitgenössische religiöse, philosophische und ästhetische Erscheinungen mit einbezieht. So wurde Band 11 Das Zeitalter des Absolutismus des Standardwerks Oldenbourg Grundriss der Geschichte in seiner 4. Auflage 2007 in Barock und Aufklärung umbenannt. Der Historiker Peter Baumgart dagegen plädiert für eine Beibehaltung des Epochenbegriffs und verweist auf die lange Forschungstradition und die fehlende Alternative, da sich die Stilbezeichnung Barock „nicht ohne erhebliche Schwierigkeiten zu einer Epochenbezeichnung ausweiten lasse“. Der Historiker Martin Wrede meint, dass der Epochenbegriff Barock für die Jahrzehnte vor der Französischen Revolution nicht weniger verwirrend sei als Absolutismus, da der französische baroque schon mit Ludwig XIII. oder mit der Regentschaft Gaston von Orléans geendet habe: Danach begann die Französische Klassik.

## Absolutismus in der Gegenwart
In einigen Staaten der Erde bestehen noch heute absolute Monarchien. Heute werden
- Sultan Hassanal Bolkiah (Brunei),
- König Mswati III. (Eswatini),
- Scheich Tamim bin Hamad Al Thani (Katar),
- Sultan Haitham ibn Tariq (Oman),
- König Salman ibn Abd al-Aziz (Saudi-Arabien) und
- Papst Leo XIV. (Vatikanstadt)

als absolutistische Monarchen bezeichnet.